# دون هاسلر
دون هاسلر (بالإنجليزية: Don Hassler)‏ هو عازف جاز أمريكي، ولد في 6 يونيو 1929، وتوفي في 20 أغسطس 2013 في ميسا في الولايات المتحدة.